# Strobliella brachycornis
Strobliella brachycornis is een muggensoort uit de familie van de galmuggen (Cecidomyiidae). De wetenschappelijke naam van de soort is voor het eerst geldig gepubliceerd in 2000 door Spungis & Jaschhof.